# Sphaerodothella danthoniae
Sphaerodothella danthoniae är en svampart som först beskrevs av Daniel McAlpine, och fick sitt nu gällande namn av C.A. Pearce & K.D. Hyde 2001. Sphaerodothella danthoniae ingår i släktet Sphaerodothella och familjen Phyllachoraceae.   Inga underarter finns listade i Catalogue of Life.